# إدوارد فان بينيدن
إدوارد جوزيف لويس ماري فان بينيدن (بالفرنسية: Édouard Joseph Louis Marie Van Beneden)‏ ولد في لوفين بتاريخ 5 آذار/مارس 1846 وتوفي في لييج يوم 28 نيسان/أبريل 1910، هو ابن بيير جوزيف فان بينيدن وهو أيضا  عالم أجنة بلجيكي. ركَّز في عمله على علم الأحياء الخلوي وعلم الأحياء البحرية. شغل في وقت ما منصب أستاذ في علم الحيوان في جامعة لييج، ثم ساهم بشكل كبير في تطوير النظريات حول علم الوراثة الخلوية من خلال عمله المتواصل على الدودة الأسطوانية الإسكارس؛ وكان قد اكتشف في وقت لاحق الكروموسومات التي تقوم بتنظيم الانقسام الاختزالي (إنتاج الأمشاج) في هذه الديدان.
شارك ببنيدن جنبا إلى جنب مع فالتر فليمنغ وإدوارد ستراسبورغ في دراسة الانقسام المتساو ومحاولة معرفة كل أساسيات هذا الانقسام، وتمكنا من الوصول لعدة معلومات من بينها أن هذا الانقسام هو نقيض الانقسام الاختزالي. كما لاحظا أن هناك توزيع كمي ونوعي للكروموسومات داخل الخلايا.

## روابط خارجية
- إدوارد فان بينيدن على موقع الموسوعة البريطانية (الإنجليزية)